# Ясменник сероплодный
Ясме́нник серопло́дный, или Ясменник мелово́й (лат. Asperúla tephrocárpa) — полукустарник, вид рода Ясменник (Asperula) семейства Мареновые (Rubiaceae).

## Ареал и среда обитания
Эндемик бассейнов Дона и Днепра. Произрастает в Курской, Воронежской, Ростовской, Волгоградской областях России и на Украине по Северскому Донцу и его притокам. Произрастает по зарастающим каменистым склонам и в плакорных петрофитных степях на породах различного литологического состава.

## Описание
Полукустарник. Высота — от 5 до 20 см. Корневище — деревянистое, образующее плотную дерновину. Стебли округлые, утолщенные имеют темно-зелёный цвет, шероховатые. Листья линейно-шиловидные, несколько утолщённые и уплощённые, 0,25—0,75 мм шириной, шероховатые, дуговидно отогнутые. Цветет соцветиями, соцветее пучковатое, растопыренное. Плод — мерикарий, распадающийся на два орешка, размножение только семенное. Цветёт в мае-июне.

## Охрана
Включён в Красные книги следующих областей России: Белгородская область, Волгоградская область, Курская область, Ростовская область, Украины: Донецкая область, Харьковская область.

## Синонимы
По данным The Plant List на 2010 год, в синонимику вида включены:
- Asperula creticola Klokov
- Asperula exasperata V.I.Krecz. ex Klokov
- Asperula petraea V.I.Krecz. ex Klokov